# Antoine I. de Lalaing

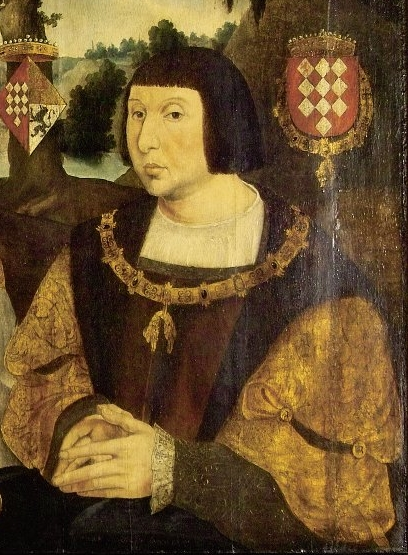
Antoine de Lalaing

Wappen des Antoine de Lalaing

Antoine I. de Lalaing (* wohl 1480; † 12. April 1540 in Gent) war ab 1518 der erste Graf von Hoogstraten und ab 1522 Statthalter von Holland und Seeland. Er war der jüngere Sohn von Josse de Lalaing und Bonne de la Viefville.

## Leben
Antoine de Lalaing war Seigneur de Montigny et de Leuze. Er begleitete Philipp den Schönen nach Spanien, als dieser dort die Herrschaft übernahm, und verfasste darüber einen Reisebericht. Nach dem Tod Philipps diente er dessen Schwester Margaret, die beider Vater, Maximilian I., mit der Regentschaft über die Niederlande betraut hatte. Unter Karl V. war er burgundischer Rat und Kämmerer sowie niederländischer Chef des finances.
Er heiratete am 11. April 1509 Elisabeth von Culemburg (* 1475; † 9. Dezember 1555), seit 1504 Herrin von Cuylenburg, Hoogstraten, Borsselen und Zuylen, Tochter von Jasper von Cuylenburg und Johanna von Burgund sowie Witwe von Jean de Luxembourg, Seigneur de Ville († 1508). Ihr Sitz war Gelmelslot. Die Ehe blieb kinderlos. Elisabeth wurde in Hoogstraten bestattet.
1516 wurde er in den Orden vom Goldenen Vlies aufgenommen, im Juni 1518 in Saragossa von Karl V. zum (spanisch-niederländischen) Comte de Hoogstraten ernannt. 1522 übernahm er das Amt des Statthalters von Holland und Seeland, das er bis zu seinem Tod ausübte. Antoine de Lalaing starb am 12. April 1540 in Gent, wo er auch bestattet wurde. Zum Erben hatte er seinen Neffen Philippe I. de Lalaing eingesetzt.